# FK Tauras Tauragė
FK Tauras é um clube de futebol profissional lituano da cidade de Tauragė que joga o Campeonato Lituano de Futebol.